# Kårarp

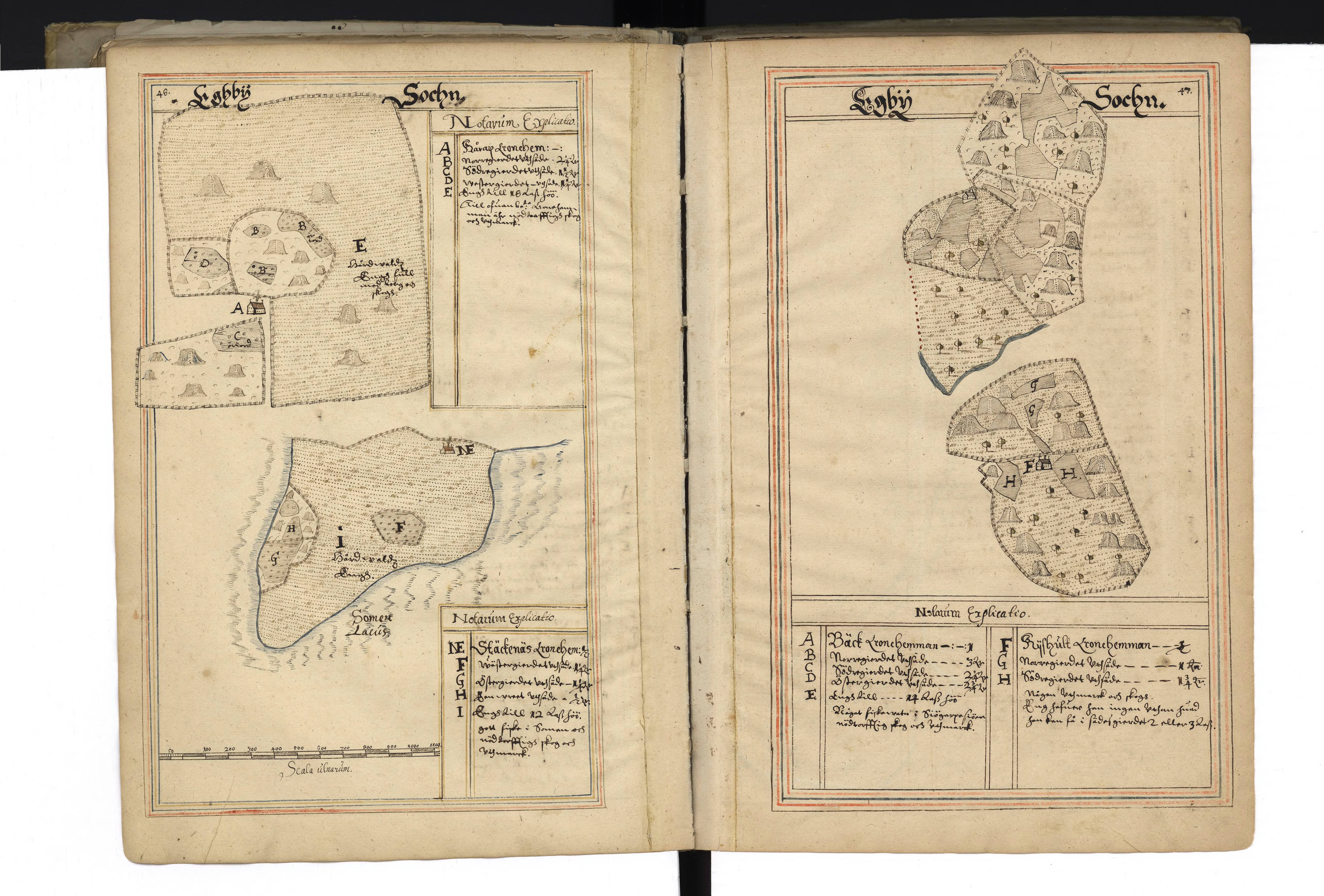
Karta över Kårarp, år 1638.

Kårarp är en gård från åtminstone 1600-talet i Ekeby socken, Boxholms kommun.

## Historik
Kårarp är en gård från åtminstone 1638 i Ekeby socken, Boxholms kommun som bestod av 1⁄4 mantal. Siste brukaren av gården flyttade 1932.
Torpmärkningar utfördes på Kårarp 1981.